# Thompson v. Oklahoma
Thompson v. Oklahoma to nazwa sprawy wniesionej do Sądu Najwyższego Stanów Zjednoczonych w roku 1988.
William W. Thompson został skazany na karę śmierci w stanie Oklahoma za morderstwo popełnione przez niego w wieku 15 lat. Sądzony był jak dorosły. Prawo niektórych stanów, także po przywróceniu kary śmierci w 1976, przewidywało możliwość skazania na najwyższy wymiar kary osoby, która w momencie popełnienia czynu nie miała jeszcze 18 lat. Aż do obecnej dekady zdarzały się przypadki, kiedy wykonywano na nich wyrok (ostatni wyrok na osobie, która nie miała 18 lat w momencie egzekucji wykonano w 1959 w Maryland).
Adwokat Thompsona wniósł apelację do Sądu Najwyższego, który zdecydował, iż skazanie na śmierć osoby poniżej 16 lat w momencie popełnienia zagrożonego ową karą czynu jest sprzeczne z 8. i 14. poprawką do Konstytucji.
Sędziowie, którzy głosowali za przyjęciem odwołania i wydaną opinią:
- John Paul Stevens
- William J. Brennan
- Thurgood Marshall
- Harry Blackmun
- Sandra Day O’Connor